# Брэдфорд Сити
«Брэ́дфорд Си́ти» (полное название — Клуб ассоциации футбола «Брэдфорд Сити»; англ. Bradford City Association Football Club, английское произношение: [ˈbrædfərd ˈsɪti ə'səusɪ'eɪʃən 'futbɔ:l klʌb]) — английский профессиональный футбольный клуб из города Брадфорд, графство Уэст-Йоркшир, Йоркшир и Хамбер. Основан в 1903 году.
Выступает в Лиге 1, третьем по значимости дивизионе в системе футбольных лиг Англии.
Победитель Кубка Англии 1911 года.
Домашним стадион клуба с 1903 года является «Вэлли Пэрейд», вмещающий более 25 тысяч зрителей. Стадион известен, в числе прочего, пожаром 11 мая 1985 года, в котором погибло 56 болельщиков.
Клубные цвета — бордовый и янтарный.

## История
Сразу же после основания клуба в 1903 году он был заявлен во Второй дивизион Футбольной лиги, в 1908 году поднялся в высший дивизион, а в 1911 году выиграл Кубок Англии — единственный крупный трофей по сей день. После вылета в 1922 году из Первого Дивизиона клуб провёл 77 лет за пределами высшей лиги английского чемпионата до попадания в Премьер-лигу в 1999 году.
«Брэдфорд Сити» выжил в первом своём сезоне 1999/00 в Премьер-лиге, набрав лишь 36 очков, что на тот момент было рекордом. В следующем сезоне клуб принял участие в Кубке Интертото, в котором дошёл до полуфинала, где уступил «Зениту» — это единственное участие «Брэдфорд Сити» в европейских клубных турнирах. В том же сезоне он занял последнее место в Премьер-лиге и безвозвратно покинул её. С тех пор серия финансовых кризисов подвела клуб к грани банкротства и повлияла на его стремительный спуск на 3 ступеньки вниз в течение 7 сезонов: сезон 07/08 впервые за 26 лет «Брэдфорд Сити» начал во Второй Футбольной Лиге, где он и находился до сезона 13/14.
Главным достижением клуба в современной истории можно считать участие в финале Кубка Английской лиги 2012/13. Таким образом, «Брэдфорд Сити» стал представителем 4-го по уровню дивизиона Англии в финале Кубка Лиги, повторив достижение клуба «Рочдейл» 1962 г. На стадии 1/4 финала команде удалось обыграть «Арсенал» в серии послематчевых пенальти, что является одной из самых громких побед клуба в новейшей истории. В полуфинале по сумме двух матчей была обыграна «Астон Вилла» 4:3. В финале 24 февраля на стадионе Уэмбли «Брэдфорд Сити» проиграл валлийскому «Суонси Сити» со счётом 0-5.
За всю историю клубом руководили более 40 тренеров, все из которых были родом с Британских островов, также в клубе было лишь несколько небританских игроков. В 2010 году тренером клуба стал Питер Тейлор который до этого тренировал молодёжную сборную Англии. Нынешний тренер Фил Паркинсон был назначен на эту должность 28 августа 2011 года.

## Конкуренты
«Брэдфорд Сити» является участником двух дерби: западного йоркширского (с клубами «Лидс Юнайтед» и «Хаддерсфилд Таун») и шерстяного (с Брэдфорд Парк Авеню). Другими соперниками являются: «Олдем Атлетик», «Халл Сити» и «Шеффилд Уэнсдей».

## Символика

### Форма

#### Домашняя
| 2011/12 | 2012/13 | 2015/16 | 2016/17 | 2017/18 | 2018/19 | 2019/20 | 2020/21 | 2021/22 | 2022/23 |
| 2023/24 |         |         |         |         |         |         |         |         |         |

#### Гостевая
| 2011/12 | 2012/13 | 2015/16 | 2016/17 | 2017/18 | 2018/19 | 2019/20 | 2020/21 | 2021/22 | 2022/23 |
| 2023/24 |         |         |         |         |         |         |         |         |         |

#### Резервная
| 2011/12 | 2016/17 | 2017/18 | 2018/19 | 2019/20 | 2020/21 | 2021/22 |

Источники:,